# معاوية المصري
معاوية علي أمين المصري (وُلد في 3 فبراير 1944 في نابلس) سياسي وبرلماني فلسطيني، كان عضوًا في المجلس التشريعي الفلسطيني الأول بين عامي 1996 و2006.

## حياته
وُلد في مدينة نابلس عام 1944 إبان فترة الانتداب البريطاني على فلسطين.
ترشح في الانتخابات العامة الفلسطينية عام 1996 بصفة مستقل في دائرة محافظة نابلس وحصل على 28,016 صوتًا وحصل على عضوية المجلس التشريعي الأول.
كان من الموقعين على بيان العشرين عام 1997 الذي اتهم السلطة الفلسطينية بالفساد. أثناء عودته من اجتماع للمجلس التشريعي في مدينة غزة إلى نابلس، تعرض له ثلاث ملثمين، ثم أطلقوا النار على قدمه. لاحقًا أدانت السلطة الفلسطينية الحادثة، وأعلنت الشرطة الفلسطينية عن اعتقال شخصين للاشتباه بهما من بينمها رجل شرطة.